# Carl Fredrik Vougt

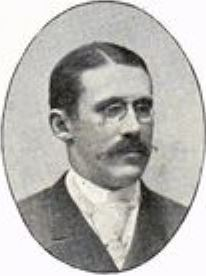
Carl Fredrik Vougt.

Carl Fredrik Teodor Vougt, född 27 februari 1861 i Karlskrona, Blekinge län, död 15 mars 1933 i Oscars församling, Stockholm, var ett svenskt kansliråd.
Vougt, som var son till major Alfred Teodor Vougt och Milda Wolyn, blev vice häradshövding 1889, amanuens i ecklesiastikdepartementet 1889, t.f. kanslisekreterare 1898, ordinarie 1903, t.f. byråchef för kyrkoärenden 1909, kansliråd 1910, i departementet 1917 och erhöll avsked 1928.
Vougt var sekreterare i hospitalsstadgekommittén 1894–1896, tjänsteman i första kammarens och andra kammarens kansli 1891–1917, 1:e notarie i första kammaren 1905–1917, styrelseledamot i AB Skandinaviska Elektricitetsverk från 1902, ordförande i nämnden för statens journaliststipendium från 1912, ledamot av direktionen för Allmänna barnbördshuset 1914–1923 och stadsfullmäktig 1914–1922.